# 임팩트 레슬링: 언록트
임팩트 레슬링: 언록트 (Impact Wrestliing: Unlocked)는 2015년 1월부터 3개월간 임팩트 레슬링의 주간 랭킹 쇼 형식의 프로그램으로 진행자는 마이크 테네이이다.